# マジカルポケット
株式会社マジカルポケットは、インベスター・リレーションズ（IR）のサポート・メディア事業を主とする企業である。
本社は東京都千代田区に所在する。代表取締役社長は、平田茂邦。
「マジカルポケット」という社名は、お客様、ユーザー、全てのステークホルダーが困ったときに、ドラえもんがのび太クン
を助けるようにアイテムを提供していく姿を想像して名付けられた。ベンチャー通信編集部（イシン株式会社）により2008年度ベストベンチャー100に選ばれた企業。

## 沿革
- 2003年4月 -荒川区西日暮里にて(株)マジカルポケットを設立。
- 2004年4月 - 北区中里にオフィスを移転。
- 2004年10月 - マジカルスライドショーをリリース。
- 2004年12月 -初心者・中級者向け株式投資情報サイトカブクン[リンク切れ]ベータ版をリリース。
- 2005年1月 - マジポケアップローダー（後のマジカルIR）をリリース。
- 2005年2月 - 千代田区神保町にオフィスを移転。
- 2005年12月 -初心者・中者向け株式投資情報サイトカブクン[リンク切れ]をリニューアル。
- 2006年3月 - 千代田区錦町にオフィスを移転。
- 2006年8月 - マジカルIRをリリース。
- 2008年6月 - IRポケットをリリース。
- 2008年12月 - カキログ[リンク切れ]をリリース。
- 2009年12月 - 千代田区神田小川町にオフィスを移転。
- 2010年7月 - IRポケット利用企業数が50社を突破。